# 商譽風險
商譽風險（英文：reputational risk，或reputation risk）是指因公司的聲譽受損而影響到金融資本、社會資本或市場佔有率的風險。常透過營業額減少，營運、管理支出增加和股東價值消失等指標評估。一個公司面臨不利的事件或被懷疑有違法事宜都會帶來商譽風險，儘管該公司很有可能是無罪的。常被衡量的不利事件有：違反職業道德、安全漏洞、無法永續發展、品質不善等，與企業的信任和交情也有影響。